# Juan Bautista Pérez
Juan Bautista Pérez  (n. 20 decembrie 1869, Caracas, Venezuela - d. 7 mai 1952, Caracas, Venezuela) a fost un avocat, magistrat și om politic, președintele Venezuelei în perioada 30 mai 1929-13 iunie 1931.